# AutoLISP
AutoLISP是一种由LISP程式语言沿生出来的高階程式語言，专门用于AutoCAD及其相關的各種產品，目前，已有更快的Visual LISP（VLISP），因為提供了整合開發環境（IDE，即包含了編輯器、除錯器......等開發工具），增強了原來AutoLISP的功能及效能。

## 特性
用户可以通过Autolisp与Autocad进行交互。如选择点，选择实体，输入数字等。Autocad中集成Autolisp的图形化编程界面，可通过在命令行中输入vlisp打开。

## 例子

### Hello World
在CAD命令列介面中顯示「Hello, World!」：
```
(
defun
 
hello
 
(
 
)

    
(
princ
 
"\nHello World!"
)

    
(
princ
)

)

```